# .cx
.cx è il dominio di primo livello nazionale assegnato all'Isola di Natale.
È gestito dall'organizzazione Christmas Island Domain Administration (cxDA).
Nel 2004 la Christmas Island Internet Administration (CIIA) ha provveduto a rimuovere lo shock site goatse.cx per violazione delle policy.